# Armata Australiană
Armata Australiană (în engleză: Australian Army) reprezintă forțele armate terestre ale Australiei. Armata Australiană este o parte a Forțelor de Apărare ale Australiei (Australian Defence Force - ADF) celelalte componente fiind Marina Regală Australiană (Royal Australian Navy) și Forțele Aeriene Regale Australiene (Royal Australian Air Force).
Armata Australiană este comandată de Șeful Armatei (Chief of the Army - CA), care este subordonat Șefului Forțelor de Apărare (Chief of the Defence Force - CDF).